# 哈伯沙姆 (喬治亞州)
哈伯沙姆（英語：Habersham）是位於美國喬治亞州哈伯沙姆縣的一個非建制地區。該地的面積和人口皆未知。

## 地理
哈伯沙姆的座標為34°35′23″N 83°33′38″W / 34.58972°N 83.56056°W，而該地的平均海拔高度為385米（即1263英尺）。